# A Arte da Guerra (Maquiavel)
A Arte da Guerra (Dell'arte della guerra, em italiano), foi escrito entre 1519 e 1520 pelo filósofo político renascentista Italiano Nicolau Maquiavel.
O formato de A Arte da Guerra é um diálogo socrático. O propósito, declarado por Lord Fabrizio Colonna (talvez a persona de Maquiavel) no início, "Honrar e recompensar a virtù, não ter desprezo pela pobreza, estimar os modos e ordens da disciplina militar, obrigar os cidadãos a amar uns aos outros, a viver sem facções, estimar menos o bem privado do que o bem público”. Para esses fins, observa Maquiavel em seu prefácio, os militares são como o telhado de um palazzo protegendo o conteúdo.
Escrito entre 1519 e 1520 e publicado no ano seguinte, foi a única obra histórica ou política de Maquiavel impressa durante sua vida, embora ele tenha sido nomeado historiador oficial de Florença em 1520 e encarregado de pequenos deveres civis.

## Formato
É dividido em prefácio ("proêmio") e sete livros (capítulos), sendo os dois primeiros focados na instituição militar e vida civil, enquanto os terceiro à sexto dedicam-se à organização do exército. O sétimo e último demonstra as regras gerais e conclusões.

## Antecedentes
A Arte da Guerra de Maquiavel ecoa muitos temas, questões, ideias e propostas de suas obras anteriores e mais lidas, O Príncipe e Os Discursos. Para o leitor contemporâneo, o diálogo de Maquiavel pode parecer impraticável e subestimar a eficácia das armas de fogo e da cavalaria. No entanto, suas teorias não se baseavam apenas em um estudo e análise minuciosos das práticas militares clássicas e contemporâneas. Maquiavel serviu por quatorze anos como secretário da Chancelaria de Florença e "observou pessoalmente e relatou a seu governo o tamanho, composição, armamento, moral e capacidades logísticas dos militares mais eficazes de sua época". No entanto, a força de combate nativa que ele supervisionou assiduamente sofreu uma derrota catastrófica em Prato em 1512, que levou à queda do governo republicano florentino.

## Estratégia militar e ciência
Maquiavel escreveu que a guerra deve ser expressamente definida. Ele desenvolveu a filosofia da "guerra limitada" — isto é, quando a diplomacia falha, a guerra é uma extensão da política. A Arte da Guerra também enfatiza a necessidade de uma milícia estadual e promove o conceito de cidadania armada. Ele acreditava que toda a sociedade, religião, ciência e arte dependiam da segurança fornecida pelos militares.

## Temas
O conteúdo e o formato de A Arte da Guerra estão estranhamente em desacordo. Nas páginas iniciais, depois de Cosimo ter descrito a inspiração de seu avô para os jardins nos quais as conversas são ambientadas, Fabrizio declama que devemos imitar a guerra antiga em vez das formas de arte antigas. No entanto, a Arte da Guerra é um diálogo na tradição humanista de imitar as formas clássicas. O próprio Maquiavel parece ter caído na armadilha pela qual Fabrice critica Bernardo Rucellai. Apesar dessa contradição inerente, falta ao livro muito do tom cínico e do humor tão característicos das outras obras de Maquiavel.